# Michael Wiesinger
Michael Wiesinger (Burghausen, 27 dicembre 1972) è un allenatore di calcio ed ex calciatore tedesco, di ruolo centrocampista.

## Palmarès

### Club

#### Competizioni nazionali
- Fußball-Regionalliga: 1

Norimberga: 1996-1997
- Campionato tedesco: 2

Bayern Monaco: 1999-2000, 2000-2001
- Coppa di Germania: 1

Bayern Monaco: 1999-2000
- Coppa di Lega tedesca: 2

Bayern Monaco: 1999, 2000

#### Competizioni internazionali
- UEFA Champions League: 1

Bayern Monaco: 2000-2001